# Platáni, Cypern
Platáni är en ort i Cypern.   Den ligger i distriktet Eparchía Ammochóstou, i den nordöstra delen av landet, 40 km öster om huvudstaden Nicosia. Platáni ligger 226 meter över havet och antalet invånare är 183. Den ligger på ön Cypern.
Terrängen runt Platáni är kuperad norrut, men söderut är den platt.Trakten runt Platáni är ganska glesbefolkad, med 25 invånare per kvadratkilometer. Närmaste större samhälle är Tríkomo, 13,7 km öster om Platáni. Trakten runt Platáni är i huvudsak ett öppet busklandskap.